# Макги, Дэбби
Дебра Энн «Дэбби» МакГи (родилась 31 октября 1958 года) — британская теле-, радиоведущая, более известна как ассистентка и вдова фокусника Paul Daniels. МакГи бывшая танцовщица балета и в течение 3 лет художественный руководитель своей собственной балетной труппы. Она также выпустила утреннее шоу по воскресеньям для радио BBC Radio Berkshire. Прошла в финал шоу канала BBC Strictly Come Dancing (series 15), а в 2018 году вернулась на телеэкраны в шоу Loose Women.

## Ранняя жизнь и карьера в оригинальном жанре
Родилась в 1958 году в Kingston upon Thames. в семье Патрика МакГи и Лиллиан Хоуэнс . Когда Дебра была маленькой, родители открыли небольшой киоск. Позже, её отец работал в производственной фирме золотых колец и других украшений.
МакГи посещала начальную школу в Tolworth, затем перешла в Tolworth Girls' School, и там же училась в средней школе. В 16 лет МакГи проходила отбор и выиграла место в Royal Ballet School. После её окончания, она поступила в Iranian National Ballet Company в Тегеран. В 19 лет стала частью Кордебалета и позже солировала в нём. Но её балетная карьера была приостановлена из-за Исламская революция в Иране. Она была вынуждена бежать из страны и вернуться в Соединённые Штаты с маленькими пожитками. В поисках новой работы она прошла отбор в организацию Bernard Delfont, , которая была ответственна за большое количество летних курортных шоу и гастролей. .
Дэфронт нашел для неё работу — выступать на сцене с фокусником Paul Daniels в его летнем шоу в Грейт-Ярмут в 1979 году. МакГи встретила Пола 23 мая 1979 года на репетиции шоу, которая проводилась в церковном зале в Лондоне.
Позже она присоединилась к труппе Следующее поколение руководителя Dougie Squires, как танцор, который включал в себя тур по Европе вместе сКрис де Бург and Джеймс Ласт. После рождественских представлений для детей, МакГи вновь присоединилась к Дэниелсу к его летнему сезону выступлений 1980 года в Бормунт. Затем она выступала в его лондонском театрализованном представлении It’s Magic, которое началось 10 декабря 1980 года. Закончившись через 14 месяцев, оно стало самым продолжительным магическим шоу, когда либо игравшем в Вэст Энде.
МакГи добилась национальной, а затем международной славы благодаря телевизионным выступлениям с Дэниэлсом. Увидев её на сцене в Вэст Энде, продюсер канала BBC Джон Фишер предложил ей принять участие в выпусках шоу The Paul Daniels Magic Show , , на канале BBC One, которое стартовало в 1979 году. Выпуски продолжались до 1994 года, регулярно привлекали аудиторию в 15 млн зрителей и были проданы в 43 страны. Дэниэлс часто обращался к МакГи «Моя прекрасная Дэбби МакГи». Эта фраза вошла в массовую культуру как стереотип об Ассистент фокусника. В апреле 1988 года в городе Бакингемшр МакГи и Дэниэлс поженились. in April 1988.
В октябре 1991 года Дэбби стала первым участником — женщиной организацииThe Magic Circle, обществе британских профессиональных фокусников. Она прославилась выступлением на телевидении, исполняя трюк в сопровождении Дэниэлса как её ассистента, «Прекрасного Павла», которому не разрешалось разговаривать во время трюка.
В 2017 году МакГи стала лауреатом премии Magic Circle’s Maskelyne, в номинации «За заслуги в Британской Магии». Такую же награду получил её муж в 1988 году.
В хобби Дэбби МакГи входит гольф, она играла на благотворительных мероприятиях для знаменитостей. Также она сотрудничала с писательницей Susan Wilson для одной из её книг.

## Танцевальный коллектив
В 2000 году МакГи и Дэниэлс создают Ballet Imaginaire, чтобы ставить танцевальные шоу и гастролировать с ними по стране.

## Радио
В 2004 году она представила Box Jumpers, документальную программу, посвященную ассистентам иллюзионистов, для радио BBC Radio 4. Она работала ведущей на радио BBC Radio Berkshire, где с 8 июня 2008 года она ведет регулярное воскресное утреннее шоу с 9 утра до полудня.

## Телевидение и кино
Шаблон:BLP sources section
В 2000 году МакГи и Дэниэлс стали темой эпизода документального фильма Louis Theroux. Эпизод, озаглавленный When Louis Met… Paul and Debbie, транслировался на BBC Two.
В 2001 году, МакГи появилась в документально фильме Пола Дениалса Чёрная дыра". В течение недели после выхода фильма он стал одним из самых прославленным иллюзионистом США, что стало для не его непростым испытанием.
В 1995 году МакГи приняла участие в комедийном шоу Caroline Aherne под названием The Mrs Merton Show. Персонаж шоу Mrs Merton спросил МакГи : «Что, в первую очередь, привлекло вас в миллионере Поле Дэниэлсе?», после шоу эта шутка стала второй по популярности среди британских ванлайнеров. Позже, пара пошутила по поводу этого саркастического высказывания «В тот момент, когда мы с Дебби поженились я то как раз и не был миллионером, в отличие от мужа Каролины.» Говоря о продолжительной популярности шутки «любимая» , МакГи приписывает это явление Mrs Merton, а точнее её известности: «После Mrs Merton люди стали узнавать меня. Это дало мне большую огласку».
В октябре 2004 МакГи с мужем приняли участие в шоу The Farm, 5 версии шоу Celebrity Farm канала RTÉ. В мае 2006 года МакГи с мужем приняла участие в The X Factor: Battle of the Stars, исполнив песню Robbie Williams "Let Me Entertain You ", они выбыли на первом этапе шоу талантов.
1 апреля 2007 , МакГи совместно с мужем участвовала в звездной версии реалити шоу Wife Swap на каналеChannel 4 . Дэбби приняла участие в 2008 году в Ant & Dec's Saturday Night Takeaway. 14 сентября 2010 участвовала в версии со знаменитостями передачи Come Dine with Me.
В 2012 году МакГи сыграла эпизодическую роль, изобразив саму себя в одном из эпизодов комедийной драмы Stella.
В 2017 год МакГи, совместно с Саймоном Кэллоу приняла участие в Barging Loving Celebs.
Также в 2017 участвовала в Celebrity MasterChef. В августе 2017 было опубликовано, что МакГи примет участие в 15 серии Strictly Come Dancing, где её профессиональным партнером стал Giovanni Pernice . Пара достигла финала, но пропустила вперёд пару Joe McFadden и Katya Jones.
В ноябре 2017 года участвовала в компании с Чесни Хоуксом в Celebrity Antiques Road Trip.

## Другая активность
Вместе с мужем МакГи продолжала выступать на концертных мероприятиях по всему миру. Также, согласно биографии на её персональном сайте, она писала книги в течение долгого времени. Её кулинарная книга появилась на сайтах WH Smith и Amazon под названием «Dine with Debbie» (Ужин с Дэбби), однако далее она не издавалась. В 2005 году она стала представителем бренда шоколада Good Boy.
В 2006 году МакГи с её другом Сью Симонс основали агентство по моделингу и кастингу. Фирма была подвергнута критике в Daily Mail за получение денежных сборов от предполагаемых моделей, не имея возможности найти им работу.
В феврале 2009 года, МакГи и Дэниэлс появились в журнале Closer, на фотографии, воссоздающей изображение рекламы Armani, на которой был футболист Дэвид Бекхем с женой Викторией.
Позже, летом этого же года, она приняла небольшое участие в театральным шоу под названием Frank’s Closet.
21 августа 2013 года МакГи приняла участие в шоу Dead Air Podcast.
С 9 декабря 2016 по 1 января 2017 МакГи снялась в пьесе-сказке Аладдин, в роли раба кольца в Grand Opera House, York.